# Castelo Barholm

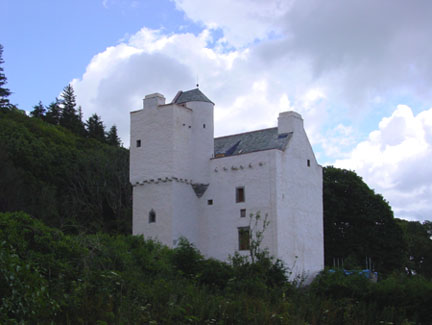
Castelo Barholm, Escócia.

O Castelo Barholm (em língua inglesa Barholm Castle) é uma torre medieval localizada em Dumfries and Galloway, Escócia.
A torre foi protegida na categoria A do listed building, em 4 de novembro de 1971.